# Rainford
Rainford est un village du district métropolitain de Saint Helens dans le Merseyside, en Angleterre. Il est situé à 8 km au nord de St Helens, et avait une population de 7.779 habitants en 2011
Il est situé dans le comté traditionnel du Lancashire, et la mention la plus ancienne du village date de 1189.

## Histoire
Rainford est bien connu pour son passé industriel, lorsqu'il était un important fabricant de pipes en terre. Les mines de charbon voisines ont été épuisées et fermées avant la Seconde Guerre mondiale.
Jusqu'au milieu des années 1960, c'était également un lieu d'extraction de sable, utilisé dans les usines de verre de St Helens.
The Rookery est un grand manoir du XVIIe siècle servait autrefois d'école et d'hospice.

## Géographie

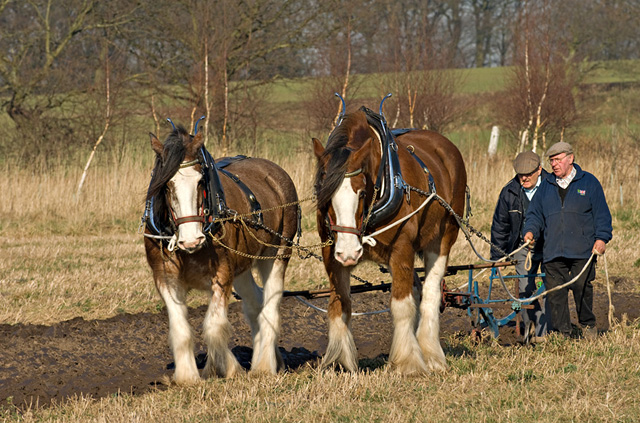
Labour traditionnel à la fermer de Fir Tree.

Rainford se trouve dans une plaine agricole fertile et constitue en fait une île urbaine entourée de grandes exploitations agricoles, principalement de cultures arables, avec aussi quelques troupeaux de bétail.
Le village se compose de deux parties principales : le centre du village, autour de l'église paroissiale, et Rainford Junction, une agglomération plus petite qui s'est développée autour de la gare de Rainford (en). Les deux parties du village sont séparées par une bande de terres agricoles, bien qu'elles se rejoignent presque à l'extrémité nord-ouest du village.
Trois villages plus petits se trouvent à proximité de Rainford : King's Moss à l'est, Crawford au nord-est et Crank au sud-est.

## Industrie
L'agriculture est une constante depuis toujours autour de Rainford.
À partir du milieu du XVIIe siècle, Rainford a été un centre de fabrication de pipes en terre. C.J. Berry suppose que cela peut être dû à la présence de catholiques dans l'industrie, et à l'histoire de Rainford en matière de non-conformisme et de tolérance religieuse, contrairement à la persécution des catholiques dans la plupart du pays à cette époque. Le type d'argile utilisé ne se trouvait généralement que dans le Devon et les Cornouailles, et était donc importé. L'industrie de la région a atteint son apogée entre 1800 et 1940, période pendant laquelle le village n'avait guère d'autre activité que l'industrie de la pipe en terre. Alors que d'autres villes de la région fabriquaient des pipes, l'industrie de Rainford a démarré plus tôt et s'est poursuivie plus longtemps. Les deux derniers fabricants de pipes ont pris leur retraite en 1956. L'industrie de l'argile s'est toutefois poursuivie dans la région par la suite, les Rainford Potteries (fondées en 1890) fabriquant des tuyaux d'évacuation en faïence à partir d'argile locale.

## Transports
Rainford Junction est ainsi nommé parce qu'il incluait la jonction entre la branche de Skelmersdale (en) de la ligne de train Liverpool & Bury Railway (en) et celle du St Helens and Runcorn Gap Railway (en), et qu'il abrite aujourd'hui la seule gare du village. La gare se trouve sur la ligne entre les gares de Headbolt Lane (en) et de Manchester Victoria via Wigan. Les passagers souhaitant se rendre à Liverpool doivent changer à Headbolt Lane pour emprunter la ligne électrifiée du Merseyrail. La gare de Rainford Village, située sur Cross Pit Lane, a desservi le centre du village de 1858 jusqu'à sa fermeture en 1951.
Rainford est situé le long de l'A570 (Rainford Bypass), une route à deux voies construite à la fin des années 1930 pour remplacer la route originale qui traversait le centre du village. L'A570 est reliée d'un côté à l'East Lancashire Road (A580) et, de l'autre, à l'autoroute M58. Les liaisons routières sont donc excellentes et le village compte de nombreux habitants qui se rendent dans les villes voisines de Liverpool et de Manchester, ainsi qu'à St Helens.
Rainford est desservi par des bus ; en novembre 2015, Arriva North West  exploite le service 38 qui relie le village et Rainford Junction à St Helens toutes les 30 minutes. Les trajets du soir et du dimanche sur ce service 
sont numérotés 356 et passent par Crank toutes les heures environ. HTL Buses exploite la ligne 152 entre St Helens et Rainford, avec quelques services prolongés jusqu'à Ormskirk. Le 157 se rend à Ashton et est exploité par Cumfybus, et un nouveau service a été annoncé par le Lancashire County Council (en) fonctionnera depuis Ormskirk jusqu'à Rainford, via Burscough et Skelmersdale, s'arrêtant aussi à Rainford High School